# Nekrolog 1831
Nekrolog
◄◄
| ◄
| 1827
| 1828
| 1829
| 1830
| 1831 | 1832 | 1833 | 1834 | 1835 | ► | ►►
Weitere Ereignisse | Allgemeiner Nekrolog 1831
Die Beschreibung der verstorbenen Person sollte so kurz wie möglich gehalten sein und nur deren signifikante Tätigkeit(en) enthalten.
Neue Namen ggf. auch unter dem Geburts- und Sterbedatum, also etwa unter 1. Januar und im Geburts- und Sterbejahr (2024) eintragen (nur bei entsprechender großer Wichtigkeit). Für Beispiele siehe die schon vorhandenen Artikel.
Außerdem über die fünf zuletzt Verstorbenen, zu denen es einen ausreichend guten Artikel für eine Präsentation auf der Hauptseite gibt, nach der todesbedingten Überarbeitung der Artikel ggf. auch unter Wikipedia Diskussion:Hauptseite informieren und sie am besten auch in den anderen Wikipedia-Sprachversionen eintragen. Tipp: Regelmäßig bei news.google.de nach „ist tot“, „gestorben“ oder „verstorben“ suchen.
Wenn eine Person gestorben ist, gibt es viele Seiten zu dieser Person in der Wikipedia, die davon auch betroffen sind und entsprechend aktualisiert werden müssen. Beispiele: Namenübersichtsseite, Geburtsjahr, Geburtsort-Seiten und viele mehr.
Wie finde ich die betroffenen Seiten?
Im Suchfeld auf der linken Seite gibt man den Suchbegriff so ein: „Vorname Nachname“. Dann klickt man auf Volltext und alle Seiten mit entsprechendem Suchtext werden aufgerufen. Hier sieht man dann schnell, wo auch das Todesjahr Sinn macht oder sogar ein Teil des Artikels angepasst werden muss. Auch hilft das „Werkzeug“ auf der linken Seite sehr gut, um solche Seiten aufzufinden: „Links auf diese Seite“. Somit ist die Wikipedia wieder aktuell in allen Bereichen! Hinweis: bei Eintragung der Kategorie „Gestorben JAHR“ wird der Missbrauchsfilter 49 ausgelöst, was jedoch nicht schlimm ist. Siehe: Spezial:Missbrauchsfilter/49
Dies ist eine Liste von im Jahr 1831 verstorbenen bekannten Persönlichkeiten. Die Einträge erfolgen innerhalb der einzelnen Daten alphabetisch sortiert. Tiere sind im Nekrolog für Tiere zu finden.

## Januar
| Tag        | Name                                 | Beruf, bekannt als | Alter | Beleg |
| ---------- | ------------------------------------ | --- | ----- | ----- |
| 2. Januar  | Giuseppe Longhi                      | italienischer Kupferstecher | 64    |       |
| 2. Januar  | Barthold Georg Niebuhr               | deutscher Althistoriker | 54    |       |
| 2. Januar  | Jared Williams                       | US-amerikanischer Politiker | 64    |       |
| 3. Januar  | Karl Giftschütz                      | österreichischer Lehrer, katholischer Priester und Erbauungsschriftsteller                                                            | 77    |       |
| 3. Januar  | Franz Riepenhausen                   | deutscher Maler und Kupferstecher |       |       |
| 6. Januar  | Rodolphe Kreutzer                    | französischer Violinist und Komponist                                                                                                 | 64    |       |
| 8. Januar  | Franz Krommer                        | tschechischer Komponist | 71    |       |
| 9. Januar  | Ludwig Eberhard von Gemmingen        | Kammerherr, Schlossherr auf Presteneck                                                                                                | 59    |       |
| 11. Januar | Johann Friedrich Christian Düffer    | deutscher Mediziner und Hochschullehrer                                                                                               | 55    |       |
| 12. Januar | Jean Thérèse de Beaumont d’Autichamp | französischer General |       |       |
| 14. Januar | Henry Mackenzie                      | schottischer Schriftsteller | 85    |       |
| 14. Januar | Robert Moore                         | US-amerikanischer Politiker | 52    |       |
| 14. Januar | Christian Ferdinand von Podewils     | königlich preußischer Generalmajor | 62    |       |
| 15. Januar | Franciscus-Antonius de Méan          | Fürstbischof von Lüttich und Erzbischof von Mecheln                                                                                   | 74    |       |
| 16. Januar | Johann Baptist Cattaneo              | Schweizer reformierter Pfarrer | 85    |       |
| 16. Januar | Ernst Ludwig Wlömer                  | preußischer Beamter, Regierungspräsident von Gumbinnen                                                                                | 57    |       |
| 17. Januar | Rudolph Albrecht Bodecker            | königlich hannoverischer Generalmajor und Chef des 10. Infanterie-Regiments                                                           | 71    |       |
| 19. Januar | Heinrich Ludwig Fischer              | deutscher lutherischer Geistlicher, Pädagoge und Schriftsteller der Aufklärung                                                        | 69    |       |
| 19. Januar | Cesare Sterbini                      | italienischer Opernlibrettist |       |       |
| 20. Januar | Justinian von Adlerflycht            | deutscher Jurist | 69    |       |
| 20. Januar | Karl Ludwig Droysen                  | deutscher evangelisch-lutherischer Theologe und Schriftsteller                                                                        | 74    |       |
| 20. Januar | Christian Friedrich von Glück        | Rechtswissenschaftler | 75    |       |
| 20. Januar | Alexander von Wylich                 | königlich-preußischer Geheimer Regierungsrat, Domherr zu Halberstadt, Erbhofmeister des Herzogtums Kleve, Komtur des Johanniterordens | 78    |       |
| 21. Januar | Achim von Arnim                      | deutscher Dichter der Heidelberger Romantik                                                                                           | 49    |       |
| 22. Januar | John Blenkinsop                      | englischer Grubenbetriebsleiter und Ingenieur                                                                                         |       |       |
| 22. Januar | Johan August Sandels                 | schwedischer Offizier und Politiker                                                                                                   | 66    |       |
| 24. Januar | Joshua Gage                          | US-amerikanischer Politiker | 67    |       |
| 25. Januar | Ernst August Friedrich Klingemann    | deutscher Schriftsteller der Romantik                                                                                                 | 53    |       |
| 26. Januar | Johann Friedrich Bauder              | preußischer und bayrischer Beamter | 90    |       |
| 26. Januar | Anton Antonowitsch Delwig            | russischer Lyriker | 32    |       |
| 26. Januar | Andreas Christian Odebrecht          | deutscher Jurist, Oberappellationsgerichtsrat in Greifswald                                                                           | 74    |       |
| 26. Januar | Franz Xaver Wieninger                | bayerischer Bierbrauer, Gastronom und Politiker                                                                                       | 55    |       |
| 27. Januar | Ernst Gottfried Fischer              | deutscher Chemiker, Mathematiker und Physiker                                                                                         | 76    |       |
| 30. Januar | Charles D. Cooper                    | US-amerikanischer Mediziner, Jurist und Politiker                                                                                     |       |       |

## Februar
| Tag         | Name                                      | Beruf, bekannt als | Alter | Beleg |
| ----------- | ----------------------------------------- | --- | ----- | ----- |
| 1. Februar  | Heinrich Caspar Münzenberger              | deutscher evangelisch-lutherischer Geistlicher                                                                              | 67    |       |
| 3. Februar  | Xaver Bernauer                            | südwestdeutscher Orgelbauer                                                                                                 | 62    |       |
| 3. Februar  | Emilie Heins                              | deutsche Erzieherin |       |       |
| 3. Februar  | Thomas Hope                               | britischer Architekt |       |       |
| 5. Februar  | Henry Foster                              | britischer Marineoffizier                                                                                                   | 34    |       |
| 7. Februar  | Ernst Christian Albert von Tresckow       | preußischer Generalleutnant                                                                                                 | 70    |       |
| 9. Februar  | Sigismund von Hocke                       | preußischer Landrat | 59    |       |
| 9. Februar  | Ernst Heinrich von Schimmelmann           | dänischer Finanz- und Außenminister                                                                                         | 83    |       |
| 9. Februar  | Thomas Welsh                              | US-amerikanischer Mediziner                                                                                                 | 78    |       |
| 10. Februar | Peter Heywood                             | britischer Seeoffizier | 58    |       |
| 11. Februar | Niklaus Franz von Bachmann                | Schweizer Militärführer | 90    |       |
| 12. Februar | Johann Friedrich Karl II. von Alvensleben | preußischer Offizier, zuletzt Generalleutnant                                                                               | 52    |       |
| 14. Februar | Vicente Guerrero                          | mexikanischer Volksheld und Hauptbefehlshaber der mexikanischen Armee                                                       | 48    |       |
| 14. Februar | Henry Maudslay                            | englischer Maschinenbauer                                                                                                   | 59    |       |
| 14. Februar | Joseph von Weber                          | deutscher römisch-katholischer Geistlicher und Naturwissenschaftler                                                         | 77    |       |
| 17. Februar | Friedrich Wilhelm                         | Sohn des Herzogs Friedrich Karl von Schleswig-Holstein-Sonderburg-Beck                                                      | 46    |       |
| 17. Februar | John Reed senior                          | US-amerikanischer Politiker                                                                                                 | 79    |       |
| 18. Februar | Ryōkan                                    | japanischer Mönch und Dichter                                                                                               | 72    |       |
| 18. Februar | Charles Henry Somerset                    | britischer Armeeoffizier und Gouverneur                                                                                     | 63    |       |
| 19. Februar | Joachim Christian Gass                    | deutscher evangelischer Theologe und Hochschullehrer                                                                        | 74    |       |
| 21. Februar | Robert Hall                               | britischer Theologe und Kanzelredner der Dissenters                                                                         | 66    |       |
| 21. Februar | Johann Friedrich Schleusner               | deutscher evangelischer Theologe                                                                                            | 72    |       |
| 21. Februar | Gabriel Bernhard von Widder               | bayerischer Beamter, Regierungspräsident von Oberbayern                                                                     | 56    |       |
| 22. Februar | Jacob Schroth                             | österreichischer Bildhauer                                                                                                  |       |       |
| 25. Februar | William Coxe junior                       | US-amerikanischer Politiker                                                                                                 | 68    |       |
| 25. Februar | Belisario Cristaldi                       | italienischer Kardinal der Römischen Kirche                                                                                 | 66    |       |
| 25. Februar | Ferdinand Peter Hennequin de Fresnel      | österreichischer General der Kavallerie, Ritter des Maria-Theresia-Ordens und zweiter Inhaber des Kürassier-Regiments Nr. 6 |       |       |
| 26. Februar | James Noble                               | US-amerikanischer Politiker                                                                                                 | 45    |       |

## März
| Tag      | Name                                               | Beruf, bekannt als                                                                         | Alter | Beleg |
| -------- | -------------------------------------------------- | ------------------------------------------------------------------------------------------ | ----- | ----- |
| 1. März  | Karoline von Manderscheid-Blankenheim              | Fürstin von und zu Liechtenstein                                                           | 62    |       |
| 1. März  | Franz Bogislaus Westermeier                        | deutscher evangelischer Theologe                                                           | 57    |       |
| 2. März  | Germain-Hyacinthe de Romance                       | französischer Offizier, Publizist und Schriftsteller                                       | 85    |       |
| 3. März  | Johann Friedrich Wilhelm Koch                      | deutscher evangelischer Geistlicher und Botaniker                                          | 71    |       |
| 4. März  | Anton Genast                                       | deutscher Schauspieler und Sänger                                                          |       |       |
| 4. März  | Heinrich Wilhelm Hahn der Ältere                   | deutscher Buchhändler und Verleger                                                         | 70    |       |
| 4. März  | Jacob Iversen                                      | deutscher Landwirt und Privatgelehrter                                                     | 68    |       |
| 4. März  | Franz von Reden                                    | hannoverscher Staatsmann und Diplomat                                                      | 76    |       |
| 4. März  | Georg Michael Telemann                             | deutscher Kirchenmusiker und Komponist                                                     | 82    |       |
| 5. März  | Friedrich August Lehr                              | deutscher Arzt und Geheimrat                                                               | 59    |       |
| 7. März  | Johannes Lämmerer                                  | deutscher Volksdichter                                                                     | 67    |       |
| 7. März  | Fabian Gotthard von Steinheil                      | deutschbaltischer Militär                                                                  | 68    |       |
| 9. März  | Friedrich Maximilian Klinger                       | deutscher Dichter, russischer General                                                      | 79    |       |
| 11. März | Józef Kozłowski                                    | polnischer Komponist                                                                       |       |       |
| 12. März | Johann Wilhelm Gittermann                          | Arzt und königlicher Hofmedikus in Emden                                                   | 38    |       |
| 12. März | Friedrich von Matthisson                           | deutscher Lyriker und Prosaschriftsteller                                                  | 70    |       |
| 13. März | Nathaniel Appleton Haven                           | US-amerikanischer Politiker                                                                | 68    |       |
| 17. März | Napoléon Louis Bonaparte                           | kurzzeitig Großherzog von Kleve und Berg und König von Holland                             | 26    |       |
| 17. März | Peter Wilhelm Stein                                | deutscher Mathematiker und Lehrer                                                          | 35    |       |
| 18. März | Simon de Sandol-Roy                                | Schweizer Offizier                                                                         | 76    |       |
| 21. März | José Tomás Ovalle                                  | chilenischer Politiker                                                                     |       |       |
| 22. März | William Symington                                  | schottischer Ingenieur                                                                     | 67    |       |
| 25. März | Nicolas-Alexis Ondernard                           | französischer römisch-katholischer Geistlicher, Bischof von Namurs                         | 74    |       |
| 25. März | Emilie Marie Zanini                                | österreichische Schriftstellerin                                                           | 22    |       |
| 26. März | Richard Allen                                      | US-amerikanischer methodistischer Bischof                                                  | 71    |       |
| 27. März | Jean Kickx                                         | Botaniker                                                                                  | 56    |       |
| 28. März | Domingo Matheu Chicola                             | argentinischer Politiker                                                                   | 65    |       |
| 28. März | Joseph Carl Leopold Friedrich Ludwig               | Graf zu Ortenburg, Graf zu Ortenburg-Tambach, Graf und Herr zu Tambach, Herr zu Birkenfeld | 50    |       |
| 28. März | Michael Hieronymus Fürst Radziwiłł                 | polnisch-litauischer Reichsfürst und Woiwode von Wilna                                     | 86    |       |
| 29. März | Cölestin Spegele                                   | deutscher katholischer Theologe und Hochschullehrer                                        | 69    |       |
| 30. März | Filippo Aurelio Visconti                           | italienischer Archäologe                                                                   | 76    |       |
| 31. März | Friedrich Ferdinand Alexander zu Dohna-Schlobitten | Politiker                                                                                  | 60    |       |
| 31. März | Philipp Ludwig Hermann Röder                       | württembergischer evangelischer Geistlicher und Reiseschriftsteller                        | 75    |       |

## April
| Tag       | Name                                       | Beruf, bekannt als                                                                  | Alter | Beleg |
| --------- | ------------------------------------------ | ----------------------------------------------------------------------------------- | ----- | ----- |
| 1. April  | Simon von Haeberl                          | deutscher Mediziner                                                                 | 58    |       |
| 5. April  | James Lloyd                                | US-amerikanischer Politiker                                                         | 61    |       |
| 5. April  | Pierre Léonard Vander Linden               | belgischer Entomologe                                                               | 33    |       |
| 7. April  | Henry Phipps, 1. Earl of Mulgrave          | britischer General und Politiker                                                    | 76    |       |
| 8. April  | John Pegram                                | US-amerikanischer Politiker                                                         | 57    |       |
| 9. April  | August von Lerchenfeld                     | bayerischer Kavallerieoffizier                                                      | 47    |       |
| 9. April  | Friedrich Raßmann                          | deutscher Zeitungsherausgeber, Autor, Anthologist und Bibliograph                   | 58    |       |
| 9. April  | Paul Usteri                                | liberaler Schweizer Publizist und Politiker                                         | 63    |       |
| 13. April | Ferdinand Kauer                            | österreichischer Komponist und Dirigent                                             | 80    |       |
| 13. April | Traugott August Seyffarth                  | deutscher lutherischer Theologe                                                     | 68    |       |
| 14. April | Joseph Altmann                             | österreichischer Offizier                                                           | 53    |       |
| 14. April | Alexandre Camille Taponier                 | französischer General                                                               | 82    |       |
| 15. April | Rollin Carolas Mallary                     | US-amerikanischer Politiker                                                         | 46    |       |
| 16. April | Karl Friedrich Horn                        | deutscher Verwaltungsjurist, Oberbürgermeister von Königsberg                       | 52    |       |
| 17. April | Dmitri Nikolajewitsch Senjawin             | russischer Admiral                                                                  | 67    |       |
| 18. April | David Hough                                | US-amerikanischer Politiker                                                         | 78    |       |
| 19. April | Johann Gottlieb Friedrich von Bohnenberger | deutscher Astronom und Mathematiker                                                 | 65    |       |
| 19. April | Anders Hultén                              | schwedischer Mathematiker, Physiker und Astronom                                    | 74    |       |
| 20. April | Samuel Davis                               | US-amerikanischer Politiker                                                         |       |       |
| 20. April | August Lafontaine                          | deutscher Schriftsteller                                                            | 72    |       |
| 20. April | Maria Amalie von Sachsen                   | Herzogin von Pfalz-Zweibrücken, Äbtissin von St. Anna in München                    | 73    |       |
| 20. April | Luigi Rolando                              | italienischer Anatom und Physiologe                                                 | 57    |       |
| 21. April | Thursday October Christian I               | erstgeborener Pitcairner                                                            | 40    |       |
| 21. April | Gesche Gottfried                           | deutsche Serienmörderin                                                             | 46    |       |
| 21. April | Johann Georg Preissler                     | deutsch-dänischer Kupferstecher                                                     | 73    |       |
| 21. April | Joseph August Schultes                     | österreichischer Mediziner, Botaniker, Naturwissenschaftler und Reiseschriftsteller | 58    |       |
| 22. April | Ferdinand von Bissingen-Nippenburg         | österreichischer Landesgouverneur                                                   | 82    |       |
| 22. April | Jean-Joseph Girard                         | Schweizer römisch-katholischer Geistlicher und Abt                                  | 64    |       |
| 24. April | Recha Meyer                                | deutsche Haus- und Geschäftsfrau                                                    | 63    |       |
| 25. April | Johann Gottfried Frey                      | deutscher Verwaltungsjurist in Preußen                                              | 69    |       |
| 25. April | Catherine Pakenham                         | Ehefrau von Arthur Wellesley                                                        | 58    |       |
| 26. April | Johann Philipp Becher                      | deutscher Berg- und Hüttentechniker sowie Mineraloge                                | 78    |       |
| 27. April | Karl Felix                                 | König von Sardinien-Piemont und Herzog von Savoyen                                  | 66    |       |
| 28. April | John Abernethy                             | britischer Chirurg und Anatom                                                       | 67    |       |
| 28. April | Samuel Gottlieb Bürde                      | deutscher Dichter                                                                   | 77    |       |
| 28. April | Kasper Kazimierz Cieciszowski              | Erzbischof von Minsk-Mahiljou, römisch-katholischer Metropolit von Russland         |       |       |
| 28. April | Johannes Koekkoek                          | Landschafts- und Marinemaler und Lithograf                                          | 19    |       |
| 29. April | Jean Paul Humbert                          | Berliner Unternehmer und Politiker                                                  | 65    |       |
| 30. April | Gurdon S. Mumford                          | US-amerikanischer Politiker                                                         | 67    |       |

## Mai
| Tag     | Name                                     | Beruf, bekannt als                                                                                                 | Alter | Beleg |
| ------- | ---------------------------------------- | --- | ----- | ----- |
| 4. Mai  | Friedrich Philipp Wilmsen                | deutscher evangelischer Theologe und Pädagoge                                                                      | 61    |       |
| 5. Mai  | August Otto Ludwig von Grote             | deutscher Steuer- und Zollbeamter                                                                                  | 43    |       |
| 7. Mai  | Joseph von Doblhoff                      | österreichischer Beamter und niederösterreichischer Landuntermarschall                                             | 60    |       |
| 10. Mai | Johann Michael Siegfried Lowe            | deutscher Portraitist, Miniaturmaler, Kupferstecher und Radierer                                                   | 74    |       |
| 11. Mai | Gottlieb von Biel                        | mecklenburgischer Gutsherr und Pferdezüchter                                                                       | 38    |       |
| 11. Mai | Louis Marie Aubert Du Petit-Thouars      | französischer Reisender und Botaniker                                                                              | 72    |       |
| 11. Mai | Gustav von der Lancken                   | deutscher Privatgelehrter, Schriftsteller und Historiker                                                           | 50    |       |
| 11. Mai | John Trumbull                            | US-amerikanischer Dichter                                                                                          | 81    |       |
| 12. Mai | Pedro Gabe                               | Kaufmann, Schriftsteller und Diplomat                                                                              | 53    |       |
| 13. Mai | Karl von Ingersleben                     | Oberpräsident der preußischen Provinzen Pommern, Großherzogtum Niederrhein, Jülich-Kleve-Berg und der Rheinprovinz | 78    |       |
| 13. Mai | Christian Gottfried Körner               | deutscher Schriftsteller und Jurist sowie Freund Schillers                                                         | 74    |       |
| 15. Mai | Wilhelm Johann Ludwig von Bachmann       | preußischer Jurist                                                                                                 |       |       |
| 15. Mai | Maximilian Joseph von Thurn und Taxis    | kurbayrischer und später kaiserlicher Generalmajor                                                                 | 61    |       |
| 16. Mai | Gotthilf Sebastian Rötger                | Pädagoge und Leiter des Pädagogiums am Kloster Unser Lieben Frauen                                                 | 82    |       |
| 17. Mai | George Jackson                           | US-amerikanischer Politiker                                                                                        | 74    |       |
| 19. Mai | Johann Friedrich Eschscholtz             | deutscher Naturforscher und Forschungsreisender                                                                    | 37    |       |
| 19. Mai | Johann Andreas Genßler                   | deutscher evangelischer Theologe und Historiker                                                                    | 83    |       |
| 19. Mai | Johann Adrian Philipp Anton von Hoverden | preußischer Kammerherr und Landrat                                                                                 | 80    |       |
| 19. Mai | Peter Ludwig Lütke                       | deutscher Landschaftsmaler und Radierer                                                                            | 72    |       |
| 20. Mai | Henri Grégoire                           | Revolutionär und katholischer Bischof                                                                              | 80    |       |
| 20. Mai | Theodor Schmalz                          | deutscher Kameral- und Rechtswissenschaftler; erster Rektor der Universität Berlin                                 | 71    |       |
| 21. Mai | Johann Carl Moll                         | braunschweigischer Stadtkommandant                                                                                 | 83    |       |
| 23. Mai | Amalie von Gollowin                      | Wohltäterin und Priorin des Klosters Uetersen                                                                      | 66    |       |
| 24. Mai | Benjamin Carr                            | englisch-amerikanischer Komponist, Musikverleger, Organist und Sänger                                              | 62    |       |
| 24. Mai | James Peale                              | US-amerikanischer Maler                                                                                            |       |       |
| 24. Mai | Wenzel Urban von Stuffler                | Bischof von Brünn                                                                                                  | 66    |       |
| 26. Mai | Georg Hermes                             | deutscher Theologe und Philosoph                                                                                   | 56    |       |
| 26. Mai | Ciro Menotti                             | italienischer Freiheitskämpfer                                                                                     | 33    |       |
| 26. Mai | Mariana de Pineda Muñoz                  | spanische Heldin des Liberalismus                                                                                  | 26    |       |
| 27. Mai | Isaak Haffner                            | Theologe und Hochschullehrer                                                                                       | 79    |       |
| 27. Mai | Jedediah Smith                           | US-amerikanischer Trapper, Entdecker, Pelzhändler                                                                  |       |       |
| 27. Mai | Joseph von Zerboni di Sposetti           | preußischer Beamter, Publizist, Dichter und Freimaurer                                                             | 65    |       |
| 28. Mai | Charles César de Fay de La Tour-Maubourg | französischer General                                                                                              | 75    |       |
| 29. Mai | Gustav Friedrich Dinter                  | deutscher Theologe und Pädagoge                                                                                    | 71    |       |
| 29. Mai | Gottfried Fähse                          | deutscher klassischer Philologe und Pädagoge                                                                       | 66    |       |
| 30. Mai | Ferdinand Hasenclever                    | Schulreformer und Pfarrer                                                                                          | 62    |       |
| 30. Mai | Daniel Jelensperger                      | französischer Musikwissenschaftler                                                                                 | 32    |       |
| 31. Mai | Samuel Bentham                           | britischer Ingenieur, Schiffsarchitekt und Seeoffizier                                                             | 74    |       |
| 31. Mai | Joseph Carl Cogel                        | deutscher Landschafts- und Veduten-Maler                                                                           | 45    |       |
| 31. Mai | Pierre-Jean Porro                        | französischer Gitarrist, Komponist und Musikverleger                                                               | 80    |       |

## Juni
| Tag      | Name                                      | Beruf, bekannt als                                                                             | Alter | Beleg |
| -------- | ----------------------------------------- | ---------------------------------------------------------------------------------------------- | ----- | ----- |
| 1. Juni  | Gottfried Menken                          | deutscher protestantischer Pastor und Vertreter der Erweckungsbewegung                         | 63    |       |
| 1. Juni  | Abraham H. Schenck                        | US-amerikanischer Politiker                                                                    | 56    |       |
| 4. Juni  | Bartholomäus Fischenich                   | deutscher Jurist, befreundet mit Ludwig van Beethoven und Friedrich von Schiller               | 62    |       |
| 5. Juni  | Immanuel Christian Leberecht von Ampach   | meißnischer Stifts-Regierungsrat, Domherr in Naumburg und Dechant des Stiftskapitels in Wurzen | 58    |       |
| 6. Juni  | Johann Gotthelf Neumann                   | deutscher Archidiakon                                                                          | 54    |       |
| 8. Juni  | Sarah Siddons                             | britische Schauspielerin                                                                       | 75    |       |
| 10. Juni | Hans Karl von Diebitsch-Sabalkanski       | kaiserlich russischer Feldmarschall                                                            | 46    |       |
| 10. Juni | Nathaniel Pryor                           | US-amerikanischer Entdecker, Mitglied der Lewis-und-Clark-Expedition                           |       |       |
| 13. Juni | David Maximowitsch Alopaeus               | russischer Diplomat                                                                            | 61    |       |
| 14. Juni | Tobias Schmidt                            | deutsch-französischer Klavierbauer                                                             | 76    |       |
| 16. Juni | Franz Ergert                              | österreichischer Unternehmer                                                                   | 72    |       |
| 16. Juni | Joseph Ignaz Schnabel                     | Komponist und Domkapellmeister zu Breslau                                                      | 64    |       |
| 17. Juni | Albert-Louis de Fouler                    | französischer Divisionsgeneral der Kavallerie                                                  | 61    |       |
| 17. Juni | Marie von Kleist                          | deutsche Salonnière, Vertraute Heinrich von Kleists                                            | 69    |       |
| 18. Juni | Francesco Manno                           | sizilianischer Maler                                                                           | 76    |       |
| 19. Juni | Franz Karl Mertens                        | deutscher Botaniker                                                                            | 67    |       |
| 21. Juni | Wilhelm Amsinck                           | Hamburger Senator und Bürgermeister                                                            | 79    |       |
| 21. Juni | Andrei Jakowlewitsch Daschkow             | russischer Botschafter                                                                         |       |       |
| 21. Juni | Antoine Laroche-Dubouscat                 | französischer Divisionsgeneral                                                                 | 73    |       |
| 23. Juni | Mateo Albéniz                             | spanischer Komponist, Organist, Priester und Theoretiker                                       | 75    |       |
| 23. Juni | Lorenz Weinzierl senior                   | bayerischer Bierbrauer, Landwirt und Abgeordneter                                              | 66    |       |
| 25. Juni | Johann Gottfried Bönisch                  | deutscher Chirurg und Schriftsteller                                                           | 54    |       |
| 25. Juni | Gershom Powers                            | US-amerikanischer Jurist und Politiker                                                         | 41    |       |
| 26. Juni | August Wellauer                           | deutscher Klassischer Philologe und Gymnasiallehrer                                            | 33    |       |
| 27. Juni | Sophie Germain                            | französische Mathematikerin                                                                    | 55    |       |
| 27. Juni | Christian Haldenwang                      | deutscher Kupferstecher                                                                        | 61    |       |
| 27. Juni | Konstantin Pawlowitsch Romanow            | Großfürst und Zarewitsch von Russland                                                          | 52    |       |
| 28. Juni | Johann August Sack                        | preußischer Beamter                                                                            | 66    |       |
| 29. Juni | Johann Heinrich Flügel                    | deutscher Bürgermeister in Düren                                                               | 69    |       |
| 29. Juni | Jacob Hostetter                           | US-amerikanischer Politiker                                                                    | 77    |       |
| 29. Juni | Heinrich Friedrich Karl vom und zum Stein | preußischer und deutscher Politiker                                                            | 73    |       |

## Juli
| Tag      | Name                                     | Beruf, bekannt als                                                                                                  | Alter | Beleg |
| -------- | ---------------------------------------- | --- | ----- | ----- |
| 1. Juli  | Archibald Cochrane, 9. Earl of Dundonald | schottischer Chemiker und Unternehmer                                                                               | 82    |       |
| 1. Juli  | Johann Henrich Korff                     | deutscher Landwirt und Mitglied der Landstände der Landgrafschaft Hessen                                            | 55    |       |
| 1. Juli  | Leonhard Posch                           | österreichischer Wachsbossierer, Medailleur und Bildhauer                                                           | 80    |       |
| 2. Juli  | Abraham Friedrich Mutach                 | Schweizer Jurist | 65    |       |
| 2. Juli  | Karl Heinrich Friedrich von Raumer       | preußischer General                                                                                                 | 73    |       |
| 3. Juli  | Paul Joseph von Beroldingen              | deutscher Diplomat und Politiker                                                                                    | 77    |       |
| 3. Juli  | Ernst Philipp von Sensburg               | badischer Diplomat                                                                                                  | 79    |       |
| 4. Juli  | Johann Gottfried Bergmann                | sächsischer Hofschauspieler und Sänger                                                                              | 36    |       |
| 4. Juli  | Christoph Maximilian von Griesinger      | württembergischer Oberamtmann                                                                                       | 67    |       |
| 4. Juli  | James Monroe                             | fünfter Präsident der USA (1817–1825)                                                                               | 73    |       |
| 4. Juli  | Caspar Josef Carl von Mylius             | deutscher Soldat im Dienst der Habsburger                                                                           | 81    |       |
| 7. Juli  | August Ferdinand Triest                  | deutscher Architekt und Baubeamter                                                                                  | 62    |       |
| 8. Juli  | Daniel Martin                            | US-amerikanischer Politiker                                                                                         |       |       |
| 8. Juli  | Konrad Julius Hieronymus Tuckermann      | deutscher Jurist und Bürgermeister                                                                                  | 65    |       |
| 9. Juli  | Adolph Gottlob Lange                     | deutscher klassischer Philologe und Lehrer                                                                          | 53    |       |
| 10. Juli | Karl Philipp von Gemmingen               | Domherr in Cammin, Kommandeur des Zähringer Löwenordens und Schlossherr im Oberschloss Bonfeld                      | 60    |       |
| 10. Juli | Eduard von Türckheim                     | Unternehmer und elsässischer Politiker                                                                              |       |       |
| 11. Juli | Wassili Michailowitsch Golownin          | russischer Marineoffizier und Wissenschaftler                                                                       | 55    |       |
| 13. Juli | Wilhelm Christian Müller                 | deutscher Musikschriftsteller, Kantor und Pädagoge                                                                  | 79    |       |
| 13. Juli | Samuel Traugott Neumann                  | deutscher Advokat, Bürgermeister (Görlitz)                                                                          | 71    |       |
| 13. Juli | Friedrich Julius Heinrich von Soden      | deutscher Schriftsteller                                                                                            | 76    |       |
| 16. Juli | Alexandre Andrault de Langeron           | russischer General der Infanterie französischer Herkunft; Gouverneur der Krim und Generalgouverneur von Neurussland | 68    |       |
| 19. Juli | Christian Karl André                     | deutscher Pädagoge und Landwirt                                                                                     | 68    |       |
| 19. Juli | Max Schönleutner                         | deutscher Agrarwissenschaftler                                                                                      | 53    |       |
| 20. Juli | Andreas Benedict Feilmoser               | österreichischer katholischer Theologe und Hochschullehrer                                                          | 54    |       |
| 20. Juli | Caroline de la Motte Fouqué              | deutsche Schriftstellerin                                                                                           | 57    |       |
| 21. Juli | Henry Hacking                            | britischer Seemann und Entdecker                                                                                    |       |       |
| 21. Juli | Joseph von Stutterheim                   | österreichischer Feldmarschallleutnant, Geheimer- und Hofkriegsrat                                                  | 67    |       |
| 24. Juli | Rudolph von Österreich                   | österreichischer Erzherzog, katholischer Erzbischof von Olmütz und Kardinal                                         | 43    |       |
| 25. Juli | Robert Philson                           | US-amerikanischer Politiker                                                                                         |       |       |
| 25. Juli | Maria Szymanowska                        | polnische Klaviervirtuosin und Komponistin                                                                          | 41    |       |
| 26. Juli | Maximilian Thomas von Aicher             | bayerischer Offizier, zuletzt Generalmajor                                                                          | 77    |       |
| 30. Juli | Johann Adam Rieger                       | Bischof von Fulda                                                                                                   | 78    |       |
| 30. Juli | Richard Varick                           | US-amerikanischer Politiker                                                                                         | 78    |       |

## August
| Tag        | Name                              | Beruf, bekannt als                                                               | Alter | Beleg |
| ---------- | --------------------------------- | -------------------------------------------------------------------------------- | ----- | ----- |
| 4. August  | Christian Siegfried von Bassewitz | dänischer Offizier                                                               | 76    |       |
| 5. August  | Sébastien Érard                   | französischer Instrumentenbauer                                                  | 79    |       |
| 6. August  | Pietro Gonzaga                    | italienischer Maler und Bühnenbildner                                            | 80    |       |
| 8. August  | Ludwig Mack                       | deutscher Bildhauer                                                              | 31    |       |
| 8. August  | Christian Ehrenfried von Weigel   | deutscher Gelehrter                                                              | 83    |       |
| 9. August  | Karl Melchior Jakob Moltke        | deutscher Sänger (Tenor)                                                         | 48    |       |
| 10. August | Christian Ludwig Bosse            | Gartenarchitekt                                                                  | 60    |       |
| 11. August | Gawriil Andrejewitsch Sarytschew  | russischer Marineoffizier und Hydrograph                                         |       |       |
| 12. August | Reuben Humphrey                   | US-amerikanischer Jurist und Politiker                                           | 73    |       |
| 13. August | Karl Kolbielski                   | Abenteurer, politischer Agent, Finanzfachmann und österreichischer Industrieller | 79    |       |
| 13. August | James Shields                     | US-amerikanischer Politiker (Demokratische Partei)                               | 69    |       |
| 16. August | Franz Friedrich Eduard Brendler   | schwedischer Flötist und Komponist                                               | 30    |       |
| 19. August | Serafino Belli                    | italienischer Mathematiker und Architekt                                         |       |       |
| 20. August | George Denison                    | US-amerikanischer Politiker                                                      | 41    |       |
| 22. August | Jacques-Noël Sané                 | französischer Schiffbauingenieur                                                 | 91    |       |
| 23. August | August Neidhardt von Gneisenau    | preußischer Generalfeldmarschall und Heeresreformer                              | 70    |       |
| 23. August | Friedrich Hamann                  | deutscher Landwirt und waldeckischer Abgeordneter                                | 49    |       |
| 23. August | Ferenc Kazinczy                   | ungarischer Schriftsteller und Sprachreformer                                    | 71    |       |
| 28. August | Spencer Darwin Pettis             | US-amerikanischer Politiker                                                      |       |       |
| 29. August | Johann Adam Breysig               | deutscher Architekt, Maler und Kunsterzieher                                     | 65    |       |
| 30. August | Luise von Sachsen-Gotha-Altenburg | Herzogin von Sachsen-Coburg-Saalfeld                                             | 30    |       |
| 30. August | Henry Markell                     | US-amerikanischer Jurist und Politiker                                           | 39    |       |
| 30. August | Franz Oberthür                    | deutscher römisch-katholischer Theologe                                          | 86    |       |
| 31. August | William Stedman                   | US-amerikanischer Politiker                                                      | 66    |       |

## September
| Tag           | Name                                           | Beruf, bekannt als                                                             | Alter | Beleg |
| ------------- | ---------------------------------------------- | ------------------------------------------------------------------------------ | ----- | ----- |
| 1. September  | Balthasar Alexis Henri Antoine von Schauenburg | französischer General elsässischer Herkunft                                    | 83    |       |
| 1. September  | José de la Torre Ugarte                        | peruanischer Lyriker und Jurist                                                | 45    |       |
| 2. September  | Daniel Lessmann                                | deutscher Historiker und Dichter                                               | 37    |       |
| 3. September  | Frédéric Pluquet                               | französischer Historiker, Romanist und Mediävist                               | 49    |       |
| 4. September  | Józef Peszka                                   | polnischer Maler                                                               | 64    |       |
| 4. September  | Johann Wilhelm Zanders                         | deutscher Unternehmer und Papierfabrikant                                      | 36    |       |
| 5. September  | Julius Kolberg                                 | polnischer Freimaurer und Inspektor vom Vermessungswesen im Herzogtum Warschau | 55    |       |
| 6. September  | William Jones                                  | Politiker in den Vereinigten Staaten                                           |       |       |
| 6. September  | Józef Sowiński                                 | polnischer und preußischer Offizier                                            | 54    |       |
| 7. September  | Franz Georg Lock                               | katholischer Bischof                                                           | 79    |       |
| 7. September  | Samuel Latham Mitchill                         | US-amerikanischer Physiker, Naturforscher und Politiker                        | 67    |       |
| 8. September  | Rajnold Suchodolski                            | polnischer Dichter                                                             |       |       |
| 9. September  | Leopold Ackermann                              | österreichischer katholischer Theologe                                         | 59    |       |
| 9. September  | Leopold Friedrich von Reichenbach              | preußischer Landrat und Autor                                                  | 86    |       |
| 10. September | Johann Christian Ludwig Hellwig                | deutscher Mathematiker und Naturwissenschaftler                                | 87    |       |
| 12. September | Jippensha Ikku                                 | japanischer Schriftsteller                                                     |       |       |
| 13. September | Joseph Lipburger                               | österreichisch-schweizerischer Mönch                                           |       |       |
| 13. September | Alexander Rudnay                               | Erzbischof von Esztergom                                                       | 70    |       |
| 15. September | Alexander Bran                                 | deutscher Journalist, Schriftsteller und Verleger                              | 64    |       |
| 15. September | Christian David Gebauer                        | dänischer Schlachten-, Tier- und Genremaler sowie Grafiker                     | 53    |       |
| 15. September | Johann Georg Megerle von Mühlfeld              | Verwaltungsbeamter und Archivar                                                | 51    |       |
| 15. September | Andrea Leone Tottola                           | italienischer Librettist                                                       |       |       |
| 16. September | Johann Friedrich Christian Benner              | deutscher Jurist, hoher Verwaltungsbeamter und Richter                         |       |       |
| 16. September | Anton von Cavallar                             | altösterreichischer Diplomat und Hofbeamter                                    |       |       |
| 16. September | Joseph Stipsicz zu Ternowa                     | k. k. General der Kavallerie und Ritter des Maria-Theresia-Ordens              | 76    |       |
| 17. September | Benjamin Brown                                 | US-amerikanischer Politiker                                                    | 74    |       |
| 17. September | Joseph Kyselak                                 | österreichischer Alpinist und Hofkammerbeamter                                 | 33    |       |
| 17. September | Joseph Lange                                   | deutscher Schauspieler, Maler, Komponist und Schriftsteller                    | 80    |       |
| 17. September | Johann Wilhelm Tolberg                         | deutscher Mediziner                                                            | 68    |       |
| 18. September | Peter Hänsel                                   | deutsch-österreichischer Komponist und Violinist                               | 60    |       |
| 19. September | Anton Hye                                      | österreichischer römisch-katholischer Geistlicher, Pädagoge und Autor          | 69    |       |
| 22. September | Joseph Czerny                                  | österreichischer Klavierpädagoge, Verleger und Komponist                       | 46    |       |
| 22. September | Charles Frazer                                 | australischer Botaniker und Entdecker                                          |       |       |
| 23. September | Heinrich Ludwig Planck                         | deutscher protestantischer Theologe                                            | 46    |       |
| 25. September | Wernhard Dilthey                               | deutscher Textilindustrieller                                                  | 79    |       |
| 27. September | Franz Sales Kandler                            | österreichischer Beamter und Musikwissenschaftler                              | 39    |       |
| 28. September | Philippine Engelhard                           | deutsche Dichterin                                                             | 74    |       |
| 29. September | William Ramsey                                 | US-amerikanischer Politiker                                                    | 52    |       |
| September     | Johann Heinrich Westphal                       | deutscher Astronom und Schriftsteller                                          | 37    |       |

## Oktober
| Tag         | Name                                | Beruf, bekannt als                                                                     | Alter | Beleg |
| ----------- | ----------------------------------- | -------------------------------------------------------------------------------------- | ----- | ----- |
| 1. Oktober  | Konstantin Przebendowski            | polnischer Brigadegeneral                                                              | 54    |       |
| 2. Oktober  | José Agostinho de Macedo            | portugiesischer Schriftsteller, Dichter, Historiker und Theologe                       | 70    |       |
| 3. Oktober  | Henriette Weiße                     | deutsche Sängerin und Salonière in Leipzig                                             | ≈38   |       |
| 4. Oktober  | Johann Friedrich Wilhelm Himly      | deutscher Pädagoge                                                                     | 62    |       |
| 4. Oktober  | Christian Heinrich Quien der Ältere | Kaufmann, Bürgermeister                                                                | 80    |       |
| 5. Oktober  | Pietro Terziani                     | italienischer Komponist                                                                | 68    |       |
| 6. Oktober  | Joseph Rehmann                      | deutscher Arzt                                                                         | 52    |       |
| 8. Oktober  | Gerhard Siebel                      | deutscher Kaufmann, Munizipalrat, Diplomat und Publizist                               | 47    |       |
| 8. Oktober  | Gottlieb Thormann                   | Schweizer Politiker                                                                    | 77    |       |
| 8. Oktober  | Christian Steltzer                  | deutscher Jurist, Dichter, Hochschullehrer sowie Rektor der Universität Dorpat (1816)  | 73    |       |
| 9. Oktober  | Ioannis Kapodistrias                | griechischer Politiker und erstes Staatsoberhaupt Griechenlands                        | 55    |       |
| 11. Oktober | Theodor Nicolovius                  | preußischer Philosoph und Regierungspräsident von Danzig (1819–1825)                   | 63    |       |
| 12. Oktober | Carl Pogge                          | deutscher Landwirt                                                                     | 67    |       |
| 12. Oktober | Friedrich Wilhelm Valentin Schmidt  | deutscher Bibliothekar, Anglist, Romanist und Komparatist                              | 44    |       |
| 14. Oktober | Jean-Louis Pons                     | französischer Astronom                                                                 | 69    |       |
| 15. Oktober | Emanuel Steiner                     | Schweizer Maler und Radierer                                                           | 53    |       |
| 16. Oktober | Angelo Agnoletto                    | italienischer Theologe                                                                 | 87    |       |
| 16. Oktober | James S. Stevenson                  | US-amerikanischer Politiker                                                            |       |       |
| 17. Oktober | Anton Aloys                         | Fürst von Hohenzollern-Sigmaringen                                                     | 69    |       |
| 18. Oktober | Johann Evangelist Hierl             | deutscher Brauer                                                                       | 75    |       |
| 19. Oktober | John W. Hulbert                     | US-amerikanischer Politiker                                                            | 61    |       |
| 22. Oktober | Lansdown Guilding                   | britischer Geistlicher, Botaniker, Zoologe und Entomologe                              | 34    |       |
| 23. Oktober | Georg Gleistein                     | deutscher Kapitän und Unternehmer in Vegesack                                          | 60    |       |
| 24. Oktober | Maria Neide                         | deutsche Krankenschwester                                                              | 51    |       |
| 25. Oktober | Friedrich Karl Rupprecht            | Maler                                                                                  | 51    |       |
| 28. Oktober | Georg von Wedekind                  | deutscher Mediziner, Professor und Leibarzt                                            | 70    |       |
| 31. Oktober | James Hamilton                      | englischer Sprachlehrer und Erfinder der Hamilton-Methode, fremde Sprachen zu erlernen |       |       |
| Oktober     | Friedrich Sello                     | deutscher Gärtner, Naturforscher in Südamerika                                         |       |       |

## November
| Tag          | Name                                             | Beruf, bekannt als                                                                           | Alter | Beleg |
| ------------ | ------------------------------------------------ | -------------------------------------------------------------------------------------------- | ----- | ----- |
| 1. November  | Jonathan Mason                                   | US-amerikanischer Politiker                                                                  | 75    |       |
| 1. November  | Erhard Adolf Matthiessen                         | deutscher Jurist, Kaufmann und Ratsherr                                                      | 68    |       |
| 1. November  | Marc Nicolas Louis Pécheux                       | französischer General                                                                        | 62    |       |
| 2. November  | Katharina Sibylla Schücking                      | westfälische Dichterin                                                                       | 40    |       |
| 4. November  | Franz Heinrich Böckh                             | österreichischer Schriftsteller                                                              |       |       |
| 5. November  | Johann Friderich Clemens                         | dänischer Kupferstecher deutscher Herkunft                                                   | 81    |       |
| 5. November  | Ludwig von Colomb                                | preußischer Regierungspräsident in Bromberg                                                  | 64    |       |
| 5. November  | Christian Gotthold Eschenbach                    | deutscher Mediziner, Chemiker und Hochschullehrer                                            | 77    |       |
| 5. November  | Joseph Ferdinand Adolf Achaz von der Schulenburg | preußischer Generalleutnant                                                                  | 55    |       |
| 7. November  | Ernst Carl Ludwig von Prittwitz und Gaffron      | preußischer Leutnant, Rittmeister und Landrat                                                | 88    |       |
| 7. November  | Marianne vom und zum Stein                       | Äbtissin des evangelischen Stifts Wallenstein in Homburg (Efze)                              |       |       |
| 8. November  | Peter Joseph Eilender                            | Oberbürgermeister von Bonn                                                                   | 64    |       |
| 8. November  | David Anton Kufahl                               | deutscher Architekt und Baumeister                                                           | 68    |       |
| 8. November  | August Ludwig von Schierstedt                    | preußischer Generalmajor, Chef des Infanterieregiments Nr. 33, Erbherr von Dahlen bei Ziesar | 85    |       |
| 9. November  | Pamela Brulart de Sillery                        | Tochter Louis-Philippe II. Joseph de Bourbon, duc d’Orléans                                  |       |       |
| 9. November  | Henriette Mendelssohn                            | Erzieherin, Tochter des Philosophen Moses Mendelssohn                                        |       |       |
| 10. November | Ludwig Ernst von Borowski                        | deutscher evangelischer Theologe, Feldprediger Friedrichs des Großen                         | 91    |       |
| 10. November | Jack Crawford                                    | britischer Seefahrer                                                                         | 56    |       |
| 11. November | Pietro Colletta                                  | neapolitanischer Kriegsminister                                                              | 56    |       |
| 11. November | Ignácz Gyulay                                    | österreichischer Feldmarschall                                                               | 68    |       |
| 11. November | Nat Turner                                       | US-amerikanischer Revolutionär, Held für viele Afro-Amerikaner and Pan-Afrikaner             | 31    |       |
| 12. November | Leopold Maximilian von Firmian                   | Fürsterzbischof der Erzdiözese Wien                                                          | 65    |       |
| 14. November | Georg Wilhelm Friedrich Hegel                    | deutscher Philosoph                                                                          | 61    |       |
| 14. November | Ignaz Josef Pleyel                               | österreichischer Komponist, Klavierbauer und Musikverleger                                   | 74    |       |
| 14. November | Ernst von Quistorp                               | preußischer General                                                                          | 46    |       |
| 15. November | Adam Gottlieb Gebhardt                           | deutscher Schriftsteller, Diplomat und Archivar                                              | 70    |       |
| 15. November | Vincenc Mašek                                    | böhmischer Komponist                                                                         | 76    |       |
| 16. November | Carl von Clausewitz                              | preußischer General und Militärtheoretiker                                                   | 51    |       |
| 16. November | Auguste Reuß zu Ebersdorf                        | Herzogin von Sachsen-Coburg-Saalfeld                                                         | 74    |       |
| 17. November | Joanna Grudzińska                                | polnische Prinzessin und spätere Großherzogin von Łowicz                                     | 36    |       |
| 17. November | Eldred Simkins                                   | US-amerikanischer Politiker                                                                  | 52    |       |
| 17. November | Albert Louis Valentin Taviel                     | französischer General der Artillerie                                                         | 64    |       |
| 17. November | Andreas Wenzel                                   | österreichischer Ordensgeistlicher, Abt des Schottenstiftes                                  | 72    |       |
| 19. November | Seth Hastings                                    | US-amerikanischer Politiker                                                                  | 69    |       |
| 21. November | Philip Van Cortlandt                             | US-amerikanischer General und Politiker                                                      | 82    |       |
| 24. November | Marcus DuMont                                    | deutscher Verleger                                                                           | 47    |       |
| 27. November | Ignaz von Sonnleithner                           | österreichischer Jurist                                                                      | 61    |       |
| 27. November | David Thomas                                     | US-amerikanischer Jurist und Politiker                                                       | 69    |       |
| 27. November | Johann Ehrenhold Ullmann                         | sächsischer Bergrat und polnischer Berghauptmann und Hochschullehrer                         |       |       |
| 28. November | Charles Henry Knowles                            | britischer Admiral der Royal Navy                                                            | 77    |       |
| 29. November | Karoline Krüger                                  | deutsche Theaterschauspielerin                                                               |       |       |

## Dezember
| Tag          | Name                                    | Beruf, bekannt als                                                                | Alter | Beleg |
| ------------ | --------------------------------------- | --------------------------------------------------------------------------------- | ----- | ----- |
| 2. Dezember  | Traugott Maximilian Eberwein            | deutscher Komponist und Dirigent                                                  | 56    |       |
| 2. Dezember  | Joseph Wilde                            | schlesischer Komponist, Dirigent und Geiger                                       | 53    |       |
| 5. Dezember  | Joseph Lanzedelly der Ältere            | österreichischer Genre-, Miniatur- und Porträtmaler sowie Lithograf               | 59    |       |
| 5. Dezember  | Karl Ludwig Nitzsch                     | deutscher Theologe                                                                | 80    |       |
| 6. Dezember  | Johannes Baptista von Albertini         | deutscher evangelischer Bischof, Botaniker und Mykologe                           | 62    |       |
| 6. Dezember  | Wilhelm von Schack                      | preußischer Offizier, zuletzt Generalmajor                                        | 45    |       |
| 7. Dezember  | Otto von Axen                           | deutscher Unternehmer, Mitglied im Kollegium der Oberalten, Freimaurer            | 74    |       |
| 7. Dezember  | Wilhelm Lange                           | deutscher klassischer Philologe und Lehrer                                        | 64    |       |
| 8. Dezember  | James Hoban                             | irisch-amerikanischer Architekt                                                   |       |       |
| 8. Dezember  | Venceslao Nasini                        | italienischer römisch-katholischer Geistlicher, Zisterzienser, Abt und Generalabt |       |       |
| 9. Dezember  | Giovanni Francesco Capelletti           | Bischof von Fabriano-Matelica, Bischof von Ascoli Piceno, Italien                 | 69    |       |
| 10. Dezember | Thomas Johann Seebeck                   | deutsch-baltischer Physiker                                                       | 61    |       |
| 11. Dezember | George Schetky                          | schottisch-amerikanischer Komponist, Cellist und Musikverleger                    | 55    |       |
| 15. Dezember | José Francisco Bermúdez                 | venezolanischer General                                                           | 49    |       |
| 16. Dezember | Johann Wilhelm Kuithan                  | preußischer Schulreformer                                                         | 71    |       |
| 17. Dezember | Bradbury Cilley                         | US-amerikanischer Politiker                                                       | 71    |       |
| 17. Dezember | Amalie von Imhoff                       | deutsche Schriftstellerin                                                         | 55    |       |
| 17. Dezember | Francis Swaine Muhlenberg               | US-amerikanischer Politiker                                                       | 36    |       |
| 18. Dezember | Willem Bilderdijk                       | Schriftsteller                                                                    | 75    |       |
| 20. Dezember | Bogislav Carl von Schmeling             | preußischer Leutnant und Landrat                                                  |       |       |
| 21. Dezember | Joseph Anton Morath                     | deutscher Künstler und Maler                                                      | 70    |       |
| 21. Dezember | Heinrich Bersina von Siegenthal         | k. k. General der Kavallerie                                                      | 69    |       |
| 22. Dezember | François Huber                          | Schweizer Naturforscher                                                           | 81    |       |
| 23. Dezember | Emilia Plater                           | polnisch-litauische Gräfin                                                        | 25    |       |
| 26. Dezember | Johann Maria Philipp Frimont von Palota | österreichischer Kavalleriegeneral                                                | 72    |       |
| 26. Dezember | Stephen Girard                          | US-amerikanischer Philanthrop                                                     | 81    |       |
| 26. Dezember | Wilhelm Ludwig Steinbrenner             | deutscher evangelischer Theologe                                                  | 72    |       |
| 30. Dezember | Joseph Christian Auracher von Aurach    | österreichischer Generalmajor und Militärwissenschaftler                          | 75    |       |
| 30. Dezember | Friedrich von Treuberg                  | bayerischer Generalleutnant                                                       | 58    |       |
| 30. Dezember | Jean Nicolas de Monard                  | französischer General                                                             | 81    |       |
| 30. Dezember | Daniel Montgomery                       | US-amerikanischer Politiker                                                       | 66    |       |
| 30. Dezember | Johann August Heinrich Tittmann         | deutscher evangelischer Theologe und Philosoph                                    | 58    |       |
| 30. Dezember | Thomas Tredwell                         | US-amerikanischer Jurist und Politiker                                            | 88    |       |
| 31. Dezember | Elizabeth Parke Custis Law              | Enkelin von Martha und George Washington                                          | 55    |       |
| 31. Dezember | Philipp Ludwig Muzel                    | deutscher evangelischer Theologe                                                  | 75    |       |
| Dezember     | Sarah Ponsonby                          | Ladies von Llangollen                                                             |       |       |

## Datum unbekannt
| Tag | Name                               | Beruf, bekannt als                                          | Alter | Beleg |
| --- | ---------------------------------- | ----------------------------------------------------------- | ----- | ----- |
|     | Benderli Mehmed Selim Sırrı Pascha | türkischer Großwesir des Osmanischen Reiches                |       |       |
|     | Charlotte Dorothea Böheim          | deutsche Theaterschauspielerin und Opernsängerin (Sopran)   |       |       |
|     | Christoph Wilhelm Busolt           | deutscher Pädagoge                                          | 50    |       |
|     | Johann Rudolf Buxtorf              | Schweizer reformierter Theologe                             |       |       |
|     | François Dumont                    | französischer Miniaturmaler und Hofmaler                    |       |       |
|     | Urs Egg                            | Büchsenmacher, Erfinder                                     |       |       |
|     | Robert William Elliston            | englischer Schauspieler und Theatermanager                  |       |       |
|     | Antoni Giełgud                     | polnischer General                                          |       |       |
|     | Domenico Gilardoni                 | neapolitanischer Librettist                                 |       |       |
|     | Rudolf Christian Gribel            | deutscher Kaufmann und Reeder                               |       |       |
|     | Christophe Guérin                  | französischer Zeichner und Kupferstecher                    |       |       |
|     | Jakub Hempel                       | polnischer Architekt                                        |       |       |
|     | Nikolai Borissowitsch Jussupow     | russischer Fürst (Knjas) und Staatsmann                     |       |       |
|     | Anton Kirchebner                   | Tiroler Bauernkartograf                                     |       |       |
|     | Guillaume Lasceux                  | französischer Komponist                                     |       |       |
|     | Alfred H. Powell                   | US-amerikanischer Politiker                                 |       |       |
|     | Marianne Reussing                  | deutsche Schriftstellerin                                   |       |       |
|     | Johann Heinrich Schaumburg         | deutscher Ornithologe und Taxidermist                       |       |       |
|     | Sélimane dan Tintouma              | Sultan von Zinder                                           |       |       |
|     | Peter Speeth                       | deutscher Baumeister und Kupferstecher                      |       |       |
|     | Ferdinand Spohr                    | Violinist und Kammermusiker in Wien und Kassel              |       |       |
|     | Robert Stodart                     | britischer Klavierbauer                                     |       |       |
|     | Jonathan Stokes                    | britischer Botaniker und Mediziner                          |       |       |
|     | Wolfgang Streiter                  | deutscher Architekt                                         |       |       |
|     | Walyer                             | Anführerin einer Rebellengruppe von tasmanischen Aborigines |       |       |
|     | Ehregott Andreas Wasianski         | deutscher lutherischer Geistlicher                          |       |       |
|     | Friedrich Woltreck                 | deutscher Maler                                             |       |       |
|     | Benjamin Zobel                     | deutscher Maler                                             |       |       |